# 青井乃乃
青井 乃乃（あおい のの、2003年11月17日 - ）は、日本の女優、ファッションモデル。
大阪府出身。元アミューズ所属。

## 来歴
2016年、第20回ニコラモデルオーディションで、応募者数13,252人の中からグランプリを受賞。ニコラ専属モデルとなり、アミューズに所属した。
2019年から、ナルミヤ「LOVETOXIC」のイメージモデルを務める。
ニコラ2020年5月号でニコモ卒業。
2021年5月31日をもって所属事務所アミューズとの契約終了を自身のインスタグラムで発表した。尚、インスタグラムアカウントは続けるとのこと。

## 人物
特技は、トランペット。趣味は、ドラマや映画を観ること。好きな食べ物は、アイスクリーム、オムライス、ラーメン。
憧れている人は、吉木千沙都、久間田琳加。

## 出演作品

### テレビドラマ
- ラブリラン 第2話（2018年4月12日、読売テレビ） - 南さやか（幼少期） 役[5]
- 幸色のワンルーム 第8話・第9話（2018年9月9日・16日、朝日放送テレビ） - 真希 役[6]

### その他のテレビ番組
- なかい君の学スイッチ（（2018年4月2日、TBSテレビ）

### CM
- 日本マクドナルド 「マックシェイク 森永ミルクキャラメル 最強コラボ復活」篇 （2018年5月15日 - ）[7]
- HONDA N-BOX 「生活を広げる」篇、「安心をえらぶ人々」篇（2019年）

### MV
- エドガー・サリヴァン 「WONDERFUL WONDER」 - YouTube（2019年）[8]

### スチール・広告
- パペルラピス秋冬カタログ（2018年）[9]
- ナルミヤ「LOVETOXIC」イメージモデル（2019年）
- ニューバランス2019 『996』INLINE series モデル（2019年）[10]
- 一般財団法人全国消防協会「令和2年 春の火災予防運動用ポスター」（2019年）

### ネット配信
- 青井乃乃が可愛すぎる母娘バトルロイヤル! 『マイティ・ソー バトルロイヤル』パロディ動画（2017年11月1日 - ）[11]

## 書籍

### 雑誌
- nicola（2016年10月号 - 、新潮社） - 専属モデル
- NEXTGIRL図鑑 2019（2018年11月19日、玄光社）ISBN 978-4768311189[12]